# محوطه قلاکوتی برمکوه
محوطه قلاکوتی برمکوه مربوط به عصر آهن دوم و سوم است، که در شهرستان رودسر، روستای برمکوه قرار دارد. این اثر در تاریخ ۱۹ مرداد ۱۳۸۴ با شمارهٔ ثبت ۱۲۸۴۲ به‌عنوان یکی از آثار ملی ایران به ثبت رسیده‌است.